# Weiltalsperre

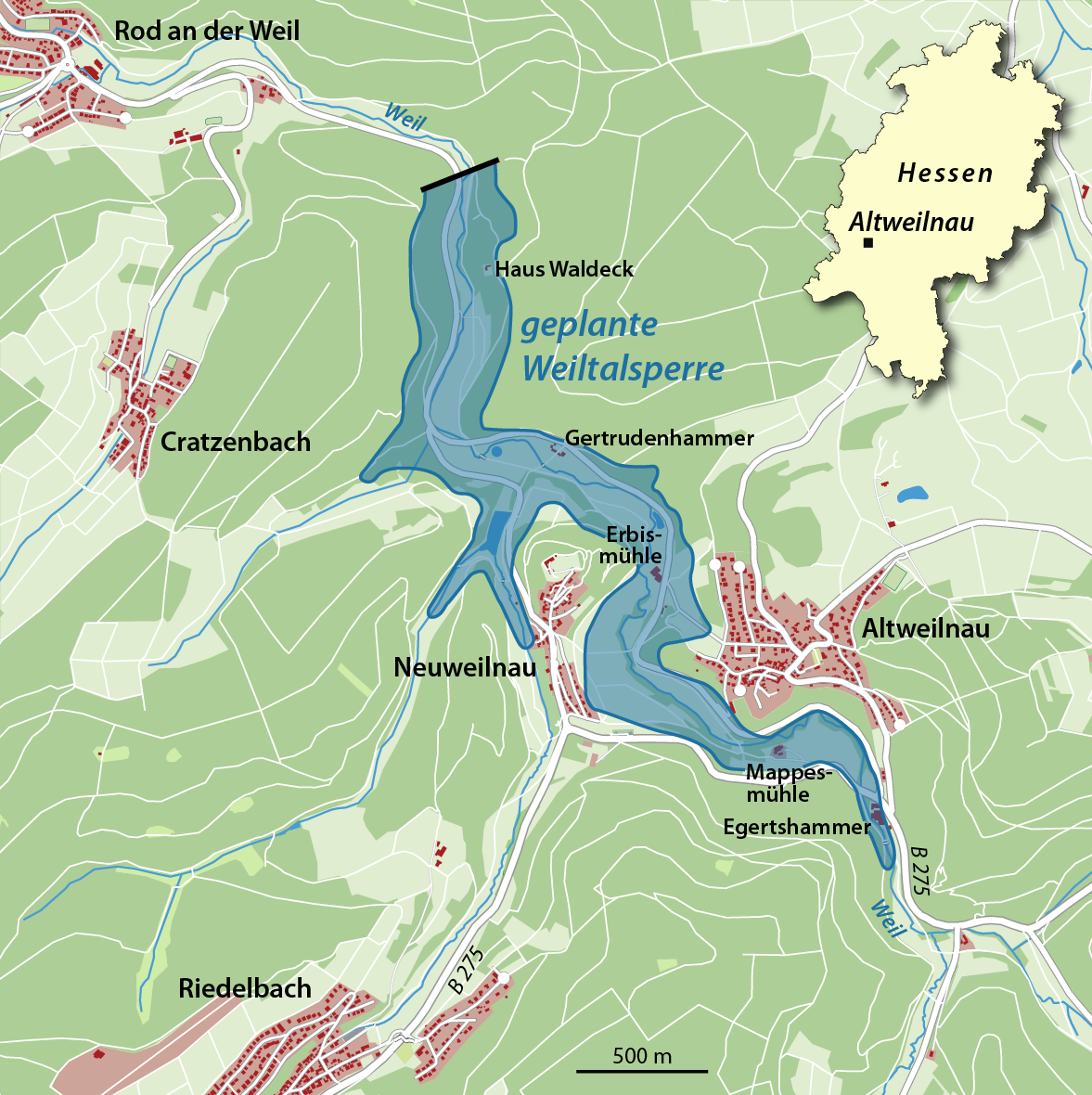
Karte der geplanten Weiltalsperre

Die Weiltalsperre war ein in den 1950er bis 1970er Jahren lediglich geplantes Projekt zum Bau einer Talsperre im Weiltal. Die Stauanlage war für ein Gebiet oberhalb von Rod an der Weil vorgesehen, das im heutigen Hochtaunuskreis in Hessen liegt. Der Stausee hätte etwa 20 bis 25 Millionen Kubikmeter Wasser fassen können.

## Hintergrund
Nach dem Zweiten Weltkrieg ist der Verbrauch an Trinkwasser im Rhein-Main-Gebiet stark gestiegen und die Wasserknappheit war daher ein viel diskutiertes Thema. Ein möglicher Grund war die Zuwanderung der im Rahmen der Flucht und Vertreibung aus Ostdeutschland immigrierten Flüchtlinge aus der neu entstandenen DDR. Im Jahre 1959 lebten 2,5 Millionen Menschen im Rhein-Main-Gebiet, was etwa 55 % der Bevölkerung Hessens emtsprcht. Ein weiterer Anstieg auf 3,5 Millionen menschen in den folgenden 30 Jahren wurde von den Planern angenommen. Darüber hinaus war der Wasserverbrauch pro Kopf durch das Wirtschaftswunder gestiegen. Die Planer rechneten mit einem Bedarf von 450 Millionen Kubikmetern Wasser pro Jahr, was die bestehenden Kapazitäten deutlich überstieg.
Im Regierungspräsidium Darmstadt wurde daher im Jahr 1958 eine Planungsgruppe Wasserversorgung Rhein-Main unter der Leitung von Regierungsbaurat Dorn gebildet (das Rhein-Main-Gebiet fiel in das Gebiet der Regierungspräsidien Darmstadt und Wiesbaden; die gemeinsame Arbeitsgruppe deckte das Gesamtgebiet ab). Diese Gruppe erarbeitete ein Paket an möglichen Maßnahmen, um die Wasserversorgung nachhaltig sicherzustellen. Anstelle der örtlichen Wassergewinnung und -verteilung sollten Gruppenwasserwerke, größere Gewinnungsanlagen und Wasserverbundnetze entstehen.
Insbesondere im Taunus war die Situation dramatisch. Im Obertaunuskreis wurde eine Steigerung des Wasserbedarfs von 4,5 auf 14 Millionen Kubikmeter in den folgenden 20 Jahren prognostiziert. Der Grund war dort zusätzlich die Stadtflucht und der damit verbundene Bau von Einfamilienhäusern im Grünen vor Frankfurts Grenzen mit Beginn der 1960er Jahre. Bedingt durch die Beschaffenheit des Taunus konnte die lokale Gewinnung lediglich um 3 Millionen Kubikmeter gesteigert werden. Daher war die Schaffung von Trinkwasserspeichern im Taunus eine geeignete Möglichkeit, um der Entwicklung entgegenzuwirken. Hierzu wurden zwei Talsperren vorgeschlagen: Die Wispertalsperre im Wispertal für die Versorgung des Rheingaus mit einer Jahresabgabe von 14 Millionen Kubikmetern und der Weiltalsperre für die Versorgung des Ober- und des Main-Taunus-Kreises mit 33 Millionen Kubikmetern Wasser pro Jahr.

## Die Planungen in den 1950er und 60er Jahren
Die ersten Planungen für die Weiltalsperre wurden 1950 durch das Wasserwirtschaftsamt beim Regierungsbezirk Wiesbaden erarbeitet. Sie war Teil des Generalplans für die Wasserversorgung der Landkreise Obertaunus, Maintaunus und Usingen.
Die Staumauer sollte an der engsten Stelle des Weiltals, etwa einen Kilometer oberhalb von Rod an der Weil stehen. Der Stausee würde eine Länge von etwa fünf Kilometern haben und 20 bis 25 Millionen Kubikmeter Wasser fassen. Der Einzugsbereich dieses Sees umfasste 60 Quadratkilometer mit einer jährlichen durchschnittlichen Niederschlagsmenge von 750 bis 1000 Liter Regen pro Quadratmeter. Der See war so geplant, dass die untersten Häuser von Altweilnau noch auf dem Land bleiben würden. Die Fläche des Sees war weitgehend unbewohnt: Lediglich die Erbismühle, die Mappesmühle und der Gertudishammer würden überschwemmt werden.
Im Dezember 1959 erklärte der Wiesbadener Regierungspräsident Walter Schubert, der Bau der beiden Talsperren sei vorgesehen. Die Kosten in Höhe von 50 Millionen DM für die Weiltalsperre und von 20 Millionen DM für die Wispertalsperre seien in der mittelfristigen Finanzplanung des hessischen Landwirtschaftsministerium eingeplant. Die Kosten für die Weiltalsperre seien deshalb höher, da hier eine Verlegung der Bundesstraße 275 notwendig sei.
Im Februar 1960 wurden 20 Bohrungen vorgenommen, um die Bodenbeschaffenheit zu prüfen. Im April des gleichen Jahres verhängte der Kreistag des Landkreises Usingen ein Bauverbot im Weiltal zwischen der Wüstung Landstein und der vorgesehenen Staumauer.
Im Dezember 1964 gründen die Stadt Frankfurt am Main und die Landkreise Obertaunus, Maintaunus, Usingen und Oberlahn die Gesellschaft zur Planung der Weiltalsperre. Diese beauftragte die Elektrizitäts-Aktiengesellschaft in Frankfurt mit der Durchführung einer Vorstudie. Die Kosten hierfür von 300.000 DM wurden zur Hälfte durch das Land Hessen getragen. Frankfurt zahlte 75.000 DM, der Obertaunuskreis 40.000 DM, der Maintaunuskreis 28.000 DM, der Kreis Usingen 5.000 DM und der Oberlahnkreis 2.000 DM. Im Laufe des ersten Halbjahres 1965 wurde der Beitrittsbeschluss von den Kreistagen aller Beteiligten bestätigt und am 20. August 1965 wurde der Gesellschaftsvertrag unterschrieben. Die prognostizierten Kosten waren inzwischen auf 100 Millionen DM gestiegen.
Der Kreistag in Usingen verband seine Zustimmung jedoch mit der Forderung, der See müsse auch für Schwimm- und Wassersport genutzt werden dürfen. Da dies im Hinblick auf die notwendige Wasserqualität jedoch nicht möglich war, schlug die Elektrizitäts-Aktiengesellschaft vor, einen weiteren See nördlich von Rod anzulegen, der dann touristisch nutzbar wäre. Ein weiteres Ergebnis der Vorstudie war, die Staumauer weiter unterhalb, kurz oberhalb der Ziegelhütte zu erbauen. Hier war das Tal breiter und die Staumauer entsprechend länger, dafür entfiel die Notwendigkeit, die Bundesstraße 275 zu verlegen. Für den Transport des Wassers in den Vordertaunus waren zwei große Leitungen vorgesehen.

## Die Bedenken der betroffenen Gemeinden
Aus Sicht der Weiltalgemeinden führte der Bau einer Weiltalsperre zu deutlichen Einschränkungen, ohne dass ein Nutzen für die Gemeinden entstand. Unterhalb der geplanten Staumauer bestand die Sorge vor einem Dammbruch. Oberhalb des Stausees war es vor allem die Einrichtung des notwendigen Wasserschutzgebietes. Die Wasserschutzzone II, also die ersten 100 Meter rund um den Stausee, hätte zu einem Verbot von Bebauung, Landwirtschaft und Tourismus geführt. Teile von Neuweilnau und Altweilnau waren davon betroffen. Neuweilnau wäre von dieser Wasserschutzzone II eingeschlossen worden. Streng genommen wären keine Zuwege zum Ort mehr zulässig gewesen. Würde diese Wasserschutzzone II nicht nur den See umfassen, sondern auch, wie fachlich sinnvoll, die Zuläufe, wäre nahezu das ganze Weiltal unbewirtschaftbar.
Aber auch die Wasserschutzzone III, also das gesamte Einzugsgebiet der geschützten Wasserfassung, also das gesamte obere Weiltal bis zum Feldberg führte zu erheblichen Einschränkungen. Dies betraf vor allem Niederreifenberg. Niederreifenberg war ein Schwerpunkt der metallverarbeitenden Industrie. Sieben Betriebe dort arbeiteten mit Säuren, die in der Wasserschutzzone III nicht mehr zulässig gewesen wären. Entsprechend waren die 16 betroffenen Gemeinden (die Gebietsreform in Hessen, die daraus die Großgemeinden Schmitten und Weilrod schuf, lag noch in der Zukunft) Gegner des Vorhabens. Eine Petition von Bürgern der Gemeinde Altweilnau betreff des Baus der Weiltalsperre aus dem Jahr 1964 wurde vom Landtag an die Landesregierung zur Erwägung weitergereicht.
Auch in der Politik wurde zunehmend Kritik geübt. Am 22. April 1966 hatte die Verbandsversammlung der Planungsgemeinschaft Untermain nach kontroverser Diskussion eine Vorlage angenommen, der die Möglichkeiten der 16 Gemeinden, Bauland auszuweisen, drastig beschnitt. Statt 3,9 Quadratkilometer waren nun nur noch 1,2 Quadratkilometer zugelassen. Für die betroffenen Gemeinden bedeutete dies nach Meinung der Frankfurter Allgemeinen Zeitung den fast völligen Verlust ihrer Planungshoheit. Einen finanziellen Ausgleich aus Landesmitteln für die betroffenen Gemeinden hatte die hessische Landes bereits abgelehnt. Am 4. Mai 1966 folgte ein Antrag der oppositionellen CDU Hessen in Hessischen Landtag, die Landesregierung möge über das Hauptgutachten Lahmeyer berichten.

## Das Ende der Planungen
Eine Große Anfrage der CDU-Fraktion vom 30. Oktober 1967 über die Wasserversorgung in Hessen beinhaltete die Frage, ob die Landesregierung an der Planung für die Weiltalsperre festhalte. Noch hielt die Regierung an dem Vorhaben fest. Aber im Juli 1968 teilte Minister Tassilo Tröscher mit, dass die Weiltalsperre „vorläufig“ nicht gebaut werden sollte. Ausschlaggebend waren nicht die Proteste der Weiltalgemeinden gewesen. Die Wassergewinnung durch Groß-Gewinnunganlagen wurde nun als die billigere Lösung zur Wasserversorgung angesehen. Hintergrund waren zum einen die weiter gestiegenen Kosten für den Stausee, die in der Presse mit bis zu 150 Millionen DM beziffert wurden, vor allem aber die deutlich verbesserte Flusswasserqualität, die die Trinkwassergewinnung durch Flusswasserverrieselung erleichterte. Daneben wurde auf einer Pressekonferenz am 13. März 1969 als Grund angegeben, die Bodengrundlage im Weiltal sei ungeeignet. Die bestehenden ehemaligen Erzstollen führten zu dem Risiko der Belastung des Wassers mit Kupfer und Blei.
Das Ende der Planungen führte bei den Gemeinden des Weiltals zu erheblichen Investitionen in die Abwasserentsorgung. In den 1960er Jahren hatte man in der Erwartung einer zentralen Gruppenkläranlage, auf den Ausbau der Abwassernetze verzichtet. Nun konnte das Oberflächenwasser direkt in die Weil geführt werden. Für das Abwasser wurde ab 1970 ein neues Kanalnetz gebaut, das in Oberreifenberg 5,8 und in Niederreifenberg 7 Millionen DM kostete.

## Die Planungen der 1970er Jahre
Die Idee eines Stausees im Weiltal wurde in den 1970er Jahren erneut aufgegriffen. Nun jedoch nicht mehr als Wasserreservoir, sondern als touristische Attraktion. 1973 schlug die Gemeinde Weilrod den Bau eines Staudamms an der auch ursprünglich hierfür vorgesehenen Engstelle des Weiltals vor. Der Stausee sollte bis zur Mappesmühle reichen und dem Wassersport dienen, wobei keine Motorboote zugelassen werden sollten. Der Damm sollte niedrig gehalten werden, damit die Landesstraße 3025 nicht verlegt werden muss. Durch die Topographie entstünde dennoch ein großer See. 1977 beschloss der Ausschuss der Hochtaunuskreises, die 15 Hektar des künftigen Seebodens im Rahmen des laufenden Flurbereinigungsverfahrens zu erwerben und zur Verfügung zu stellen. Für die Kosten der Dämme und Erdarbeiten beantragte die Gemeinde Weilrod Unterstützung beim Land. Die Umsetzung scheiterte erneut an den widrigen Bodenverhältnissen. Nachdem der See binnen zehn Jahren nicht eingerichtet wurde, fielen die Grundstücke, für die der Kreis 140.000 DM gezahlt hatte, an diesen vertraglich zurück. Statt des Sees plante die Gemeinde Weilrod nun die Einrichtung eines Feuchtbiotops. Aufgrund fehlender finanzieller Mittel konnte auch dieses Projekt nicht umgesetzt werden.